# Tông phái Đạo giáo Trung Quốc
Trong Tam giáo thì Nho giáo (儒教) và Đạo giáo (道教) là hai hệ thống tín ngưỡng/tôn giáo bản địa của Trung Quốc; còn Phật giáo là một tôn giáo du nhập từ Ấn Độ. Riêng về Đạo giáo, chính tư tưởng Hoàng Lão (Hoàng Đế 黃帝 - Lão Tử 老子) hay tư tưởng Đạo gia, huyền học (giản thể: 玄学; phồn thể: 玄學; bính âm: Xuánxué), và khát vọng trường sinh bất tử đã dẫn đến sự hình thành tôn giáo này.
Trong Đạo giáo, có nhiều tông phái; mỗi tông phái có sự hình thành, cơ cấu và hoạt động, ảnh hưởng đối với triều đình và quần chúng khác nhau. Có ba giáo phái tiêu biểu, xuất hiện vào thời kỳ ban đầu của Đạo giáo, đó là: Ngũ Đấu Mễ Đạo (五斗米道), Thái Bình Đạo (太平道), và Bạch Gia Đạo (帛家道).

## Khái lược
Đạo giáo Trung Quốc có nhiều tông phái (tức giáo phái). Thuật ngữ tông (宗) và phái (派) đồng nghĩa nhau và Đạo giáo hay dùng lẫn lộn phái và tông để đặt tên. Người Tây phương thường dùng chữ sect để dịch chữ phái và chữ school để dịch chữ tông. Thực tế, tuy tông và phái đồng nghĩa nhau, nhưng Phật giáo có xu hướng dùng chữ tông và Đạo giáo có xu hướng dùng chữ phái. Trong vài chục tông phái của Đạo giáo Trung Quốc, ngoài thuật ngữ tông và phái, thuật ngữ đạo và giáo cũng được dùng. Nhưng các thuật ngữ này được dùng không theo quy tắc nào cả và cũng không hề có sự so sánh về quy mô lớn nhỏ giữa các thuật ngữ ấy. Ở đây dùng thuật ngữ "giáo phái" là một thuật ngữ phổ thông, có thể dùng cho một tôn giáo bất kỳ.
Giáo phái đầu tiên là Ngũ Đấu Mễ Đạo (五斗米道), xuất hiện vào đời Đông Hán (東漢, 25-220), triều vua Thuận Đế (順帝, 126-144), có thể nói đây là giáo phái sơ khởi của các tông phái Đạo gia sau này. Sau đó, giữa những năm Kiến Ninh (建寧) và Hi Bình (熹平, 168-177) dưới triều Hán Linh Đế (漢靈帝, 168-189), Thái Bình Đạo (太平道) được hình thành. Cho đến đời Đông Tấn (東晉, 317-420) và Nam Bắc Triều (南北朝, 420-589), có thêm nhiều giáo phái xuất hiện như Thượng Thanh Phái (上清派), Linh Bảo Phái (靈寶派), Lâu Quán (樓觀), v.v... Đến đời Nam Tống (南宋, 1127-1279) và đời Kim (金, 1115-1234), phía Bắc xuất hiện Toàn Chân Đạo (全真道), Chân Đại Đạo (真大道), Thái Nhất Đạo (太一道), v.v... và phía Nam xuất hiện Thiên Tâm Phái (天心派), Thần Tiêu Phái (神霄派), Thanh Vi Phái (清微派), Đông Hoa Phái (東華派), Tịnh Minh Đạo (靜明道), v.v... Đó là giai đoạn phát triển cực thịnh của Đạo giáo.

## Tổng Quan Sự Hình Thành
Trong lịch sử phát triển của Đạo giáo, người ta thấy rằng tùy theo sự biến thiên của xã hội mà nhiều giáo phái suy vong, thì lại có tân giáo phái ra đời. Có khi do hoàn cảnh xã hội, một giáo phái nhỏ sáp nhập với một giáo phái khác, hoặc một giáo phái lớn bị phân hoá thành chi phái nhỏ hơn. Đó là hiện tượng hưng (興) - suy (衰) - phân (分) - hợp (合) trong lịch sử phát triển khoảng 2000 năm của Đạo giáo Trung Quốc. Thí dụ:
- Ngũ Đấu Mễ Đạo đã trải qua hai cuộc cải cách do đạo sĩ Khấu Khiêm Chi (寇謙之, Bắc Ngụy) và đạo sĩ Lục Tu Tĩnh (陸修靜, Tống Nam Triều) tiến hành. Khấu Khiêm Chi cải cách Ngũ Đấu Mễ Đạo (tức Thiên Sư Đạo) ở phương bắc nên nhánh này gọi là Bắc Thiên Sư Đạo, còn Lục Tu Tĩnh cải cách Ngũ Đấu Mễ Đạo ở phương nam nên nhánh này gọi là Nam Thiên Sư Đạo. Đến đời Tùy thì Nam và Bắc Thiên Sư Đạo hợp nhất làm một. Khoảng đời Đường sử sách không chép rõ diễn biến của Thiên Sư Đạo. Sau đời Đường, cháu của Trương Lăng (tương truyền là Trương Thịnh (張盛), con thứ tư của Trương Lỗ) tiếp tục truyền giáo tại Long Hổ Sơn ở Giang Tây. Núi này dần trở thành một trung tâm truyền bá Thiên Sư Đạo và giáo phái mang tên mới là Long Hổ Tông (龍虎宗) theo tên của nơi truyền đạo là Long Hổ Sơn, cũng gọi là Long Hổ Sơn Thiên Sư Đạo.
- Thượng Thanh Phái đến đời Đào Hoằng Cảnh (陶弘景) thì lấy Mao Sơn làm trung tâm truyền đạo, nên gọi là Mao Sơn Tông (茅山宗).
- Lý Gia Đạo từ đời Đông Tấn về sau thì nhập vào Thiên Sư Đạo.
- Linh Bảo Phái đến đời Bắc Tống thì phân hoá thành Đông Hoa Phái; đến đời Nguyên thì nhập vào Chính Nhất Đạo.
- Lâu Quán Đạo suy thoái vào đời Nguyên, được Toàn Chân Đạo khôi phục, nên nhập vào Toàn Chân. v.v...

Cho dù do những điều kiện chủ quan và khách quan dị biệt như thế nào, thì các giáo phái có một đặc điểm chung là: xuất hiện vào những thời kỳ mà xã hội bị phân hóa, nảy sinh nhiều mâu thuẫn, và nhân dân lầm than khốn khổ. Thí dụ như:
- Ngũ Đấu Mễ Đạo (五斗米道) và Thái Bình Đạo (太平道) xuất hiện vào cuối đời Đông Hán lúc mà tình hình chính trị tối tăm mục nát, khủng hoảng kinh tế nặng nề.
- Thượng Thanh Phái (上清派) và Linh Bảo Phái (靈寶派) xuất hiện vào đời Đông Tấn bị suy yếu do các nước phân tranh.
- Các giáo phái phương Bắc (như Toàn Chân Đạo 全真道, Chân Đại Đạo 真大道, Thái Nhất Đạo 太一道,...) và các giáo phái phù lục phương Nam (như Thiên Tâm Phái 天心派, Thần Tiêu Phái 神霄派, Thanh Vi Phái 清微派, Đông Hoa Phái 東華派,...) xuất hiện vào đời Bắc Tống (北宋, 960-1127) là thời hai vua Huy Tông (徽宗) và Khâm Tông (欽宗) bị giặc bắt giữ, và đời Nam Tống (南宋, 1127-1279) là một thời kỳ loạn lạc liên miên.

Với hoàn cảnh xã hội tao loạn điêu linh trong cơn binh lửa như vậy, các giáo phái đã ra đời như một điểm tựa tâm linh cho quần chúng vốn dĩ quá ngao ngán trước thế cuộc và băn khoăn đau xót về thân phận phù du của kiếp người.

## Cách đặt tên

### Lấy tên của bộ tổ kinh
Người sáng lập các giáo phái có nhiều cách để thu hút quần chúng. Ngay từ thuở đầu tiên, các giáo chủ đều lấy kinh điển (tương truyền do thần tiên giáng cơ bút, còn gọi là tổ kinh - 祖經) để thu hút quần chúng:
- Khi Thái Bình Đạo (太平道) được sáng lập, người ta bảo nhau rằng Trương Giác (張角) được thần tiên trao cho bộ kinh 170 quyển nơi suối Khúc Dương (曲陽). Đó là bộ Thái Bình Thanh Lĩnh Thư (太平青領書) tức là Thái Bình Kinh (太平經).
- Khi Ngũ Đấu Mễ Đạo (五斗米道) xuất hiện, người ta tuyên truyền rằng nơi Hạc Minh Sơn (鶴鳴山) Thái Thượng Lão Quân (太上老君) đích thân truyền đạo Chính Nhất Minh Uy (正一盟威) cho Trương Lăng (張陵). Ngũ Đấu Mễ Đạo cũng gọi là Chính Nhất Đạo và Thiên Sư Đạo.
- Thượng Thanh Phái (上清派) khi thành lập, họ tuyên truyền rằng Ngụy Phu Nhân (魏夫人) (tức Ngụy Hoa Tồn 魏華存) và chư tiên đã truyền cho Dương Hi (楊羲) và Hứa Mật (許謐) bộ Thượng Thanh Chân Kinh (上清真經).
- Linh Bảo Phái (靈寶派) thì nói rằng giáo chủ Cát Sào Phủ (葛巢甫, cháu họ của Cát Hồng) đã có được bộ Linh Bảo Kinh (靈寶經) mà xưa kia Nguyên Thủy Thiên Tôn (元始天尊) đã truyền cho Cát Huyền (葛玄).

Những truyền tụng đại loại như vậy thì rất nhiều, nhưng điều này cho thấy việc đặt tên cho giáo phái dựa trên cơ sở ban đầu là tên của tổ kinh (tương truyền do thần tiên giáng cơ bút dạy cho vị đạo sĩ sáng lập giáo phái). Thí dụ như:
- Trương Giác (張角) căn cứ vào bộ Thái Bình Kinh (太平經) mà đặt tên giáo phái mình là Thái Bình Đạo (太平道).
- Trương Lăng (張陵) căn cứ vào bộ Chính Nhất Minh Uy (正一盟威) mà đặt tên giáo phái là Chính Nhất Đạo (正一道; Ngũ Đấu Mễ Đạo 五斗米道 và Thiên Sư Đạo 天師道 là tên gọi bình dân của Chính Nhất Đạo).
- Dương Hi (楊羲) và Hứa Mật (許謐) căn cứ bộ Thượng Thanh Đại Đỗng Chân Kinh (上清大洞真經) mà đặt tên phái mình là Thượng Thanh Phái (上清派).
- Cát Sào Phủ (葛巢甫) căn cứ bộ Linh Bảo Kinh (靈寶經) mà đặt tên phái mình là Linh Bảo Phái (靈寶派).
- Đạo sĩ Nhiêu Động Thiên (饒洞天; đời Bắc Tống) mộng thấy Thần Tiên mách bảo bèn lên núi Hoa Cái (華蓋) khai quật một hộp bằng vàng chứa bộ Thiên Tâm Kinh Chính Pháp (心經正法), từ đó lập giáo phái và đặt tên là Thiên Tâm Phái (天心派).
- Các đạo sĩ Vương Văn Khanh (王文卿) và Lâm Linh Tố (林靈素, cuối đời Bắc Tống) được Uông Quân Hỏa Sư (汪君火師) truyền cho Phi Thần Yết Đế Đạo (飛神謁帝道) và Triệu Thăng (趙升, đệ tử của Trương Lăng) truyền cho bộ Thần Tiêu Thiên Đàn Ngọc Thư (神霄天壇玉書) nên đặt tên giáo phái là Thần Tiêu Phái (神霄派).
- Đạo sĩ Lưu Đức Nhân (劉德仁, đầu đời Kim) được Lão Tử giáng bút dạy cho yếu lĩnh của bộ Đạo Đức Kinh nên lập Đại Đạo Giáo (大道教), sau đổi thành Chân Đại Đạo (真大道).

### Lấy khẩu quyết luyện đan
Tiêu biểu nhất là Toàn Chân Đạo 全真道 và Thái Nhất Đạo 太一道. Đời Kim, Vương Trung Phu 王中孚 (tự là Duẫn Khanh 允卿) gặp tiên Lã Động Tân 呂洞賓 tại trấn Cam Hà 甘河, được Lã Tổ truyền cho khẩu quyết luyện đan là Toàn chân 全真. Ý nói bảo toàn tam bảo (toàn tinh 全精, toàn khí 全氣, toàn thần 全神) hội tụ trung cung 中宮, kim đan thành tựu. Vương Trung Phu bỏ Nho theo Đạo, tu luyện tại núi Chung Nam [終南], đổi tên là Vương Triết (chữ Triết gồm 3 chữ Cát 吉), tự là Tri Minh [知明], hiệu là Trùng Dương Tử 重陽子 (người đời hay gọi là Vương Trùng Dương [王重陽]). Từ khẩu quyết luyện đan, Vương Trùng Dương chọn tên của giáo phái là Toàn Chân Đạo.
Đầu đời Kim, đạo sĩ Tiêu Bão Trân [蕭抱珍] xưng là được thần tiên truyền cho Thái Nhất Tam Nguyên Pháp Lục [太一三元法籙], cho nên sáng lập giáo phái là Thái Nhất Đạo [太一道] hoặc Thái Nhất Giáo [太一教], chuyên về Phù lục [符籙].

### Lấy tên của tổ sư
Trường hợp này có Đông Hoa Phái (東華派), Tử Dương Phái (紫陽派) và Bạch Gia Đạo (帛家道).
- Đông Hoa Phái do Ninh Toàn Chân (寧全真) sáng lập. Đông Hoa là Đông Hoa Thiếu Quân (東華少君, tức Vương Huyền Phủ 王玄甫), đệ tử của Thái Thượng Lão Quân.
- Tử Dương Phái (紫陽派) thuộc Toàn Chân Đạo Nam Tông (全真道南宗), thờ Trương Tử Dương (張紫陽, tức Trương Bá Đoan 張伯端) làm tổ sư.
- Bạch Gia Đạo (帛家道) xuất hiện đời Ngụy - Tấn, lấy tên của vị sáng lập là Bạch Hòa (帛和) làm tên của giáo phái.
- Lý Gia Đạo (李家道) xuất hiện đời Ngụy - Tấn, lấy tên của tổ sư là Lý Bát Bách (李八百) (cũng gọi Lý Bát Bá 李八伯) làm tên của giáo phái.

### Lấy tên của khu vực địa lý
Một số giáo phái lấy một địa danh làm tên (có thể là nguyên quán của tổ sư hoặc khu vực phát khởi giáo phái) thí dụ như: Lâu Quán Đạo 樓觀道, Long Hổ Tông 龍虎宗, Mao Sơn Tông 茅山宗, Các Tạo Tông 閣皂宗 (Cáp Tạo Tông 閤皂宗), Long Môn Phái 龍門派.
Lâu Quán 樓觀 thuộc huyện Chu Chí 周至 tỉnh Thiểm Tây 陝西, tương truyền là nguyên quán của quan lệnh Doãn Hỉ 尹喜. Vì thờ Doãn Hỉ làm tổ sư nên giáo phái lấy tên là Lâu Quán Đạo.
Mao Sơn Tông 茅山宗 lấy Mao Sơn (núi cỏ mao) làm tổ đình. Mao Sơn có tên xưa là Cú Khúc Sơn 句曲山, Địa Phế Sơn 地肺山, Cương Sơn 岡山, Kỷ Sơn 己山. Mao Sơn thuộc hàng động thiên phúc địa rất nổi tiếng, nằm ở giữa hai huyện Kim Đàn 金壇 và Cú Dung 句容 của tỉnh Giang Tô. Mao Sơn Tông kế thừa Thượng Thanh Phái 上清派. Đào Hoằng Cảnh 陶弘景 là tổ sư đời thứ 9 của Thượng Thanh Phái (vốn không chú trọng phù lục). Sau khi quy ẩn 10 năm tại Mao Sơn, ông sáng lập Mao Sơn Tông (coi trọng phù lục), lấy tên núi làm tên giáo phái.
Long Hổ Tông 龍虎宗 là một giáo phái phù lục, do con cháu của Trương Đạo Lăng 張道陵 là Trương Thịnh lấy núi Long Hổ 龍虎 làm trung tâm truyền đạo. Long Hổ Sơn cũng thuộc hàng động thiên phúc địa, có tên gốc là Vân Cẩm Sơn 雲錦山, nằm phía Tây Nam của huyện Quý Khê 貴溪 tỉnh Giang Tây.
Các Tạo Tông 閣皂宗 (cũng gọi Cáp Tạo Tông 閤皂宗) chuyên về phù lục, là giáo phái phát triển từ Linh Bảo Phái. Các Tạo Tông hình thành vào đời Bắc Tống, tổ đình là Sùng Chân Vạn Thọ Cung 崇真萬壽宮 trên núi Các Tạo 閣皂 (tức Cáp Tạo 閤皂), nằm phía Đông Nam của huyện Thanh Giang 清江 tỉnh Giang Tây. Do đó giáo phái lấy tên là Các Tạo Tông 閣皂宗.
Long Môn Phái 龍門派 phát triển từ Toàn Chân Đạo. Vào đời Minh - Thanh, Toàn Chân Giáo suy yếu, nên Triệu Đạo Kiên 趙道堅 (một đệ tử của Khưu Xứ Cơ 邱處機) sáng lập Long Môn Phái, và thờ Khưu Xứ Cơ làm tổ sư. Long Môn là tên núi (nơi Khưu Xứ Cơ tu luyện), tọa lạc ở huyện Lũng 隴 tỉnh Thiểm Tây Trung Quốc.

## Tên gọi các giáo phái
Số lượng các giáo phái rất nhiều, do bởi quá trình hưng-suy-phân-hợp. Người ta có thể kể ra một số giáo phái lớn thôi. Sau đây là 38 giáo phái, phân biệt theo tên gọi (gồm 14 đạo, 16 phái, 7 tông, 1 giáo):

### 14 giáo phái tên gọi có chữ Đạo
1. Ngũ Đấu Mễ Đạo 五斗米道
2. Bạch Gia Đạo 帛家道
3. Thái Bình Đạo 太平道
4. Chính Nhất Đạo 正一道
5. Lâu Quán Đạo 樓觀道
6. Lý Gia Đạo 李家道
7. Nam Thiên Sư Đạo 南天師道
8. Chân Đại Đạo 真大道
9. Bắc Thiên Sư Đạo 北天師道
10. Nội Đan Đạo 內丹道
11. Ngoại Đan Đạo 外丹道
12. Thái Nhất Đạo 太一道
13. Toàn Chân Đạo 全真道
14. Tịnh Minh Đạo 淨明道

### 16 giáo phái tên gọi có chữ Phái
1. Diên Hống Phái 鉛汞派
2. Du Sơn Phái 游山派
3. Đan Đỉnh Phái 丹鼎派
4. Đông Hoa Phái 東華派
5. Kim Sa Phái 金砂派
6. Linh Bảo Phái 靈寶派
7. Long Môn Phái 龍門派
8. Nam Vô Phái 南無派
9. Ngộ Tiên Phái 遇仙派
10. Phù Lục Phái 符籙派
11. Thanh Vi Phái 清微派
12. Thần Tiêu Phái 神霄派
13. Thiên Tâm Phái 天心派
14. Thượng Thanh Phái 派上清
15. Tử Dương Phái 紫陽派
16. Tùy Sơn Phái 隨山派

### 7 giáo phái tên gọi có chữ Tông
1Bắc Tông 北宗
2. Các Tạo Tông 閣皂宗
3. Kim Đan Phái Nam Tông 金丹派南宗
4. Long Hổ Tông 龍虎宗
5. Mao Sơn Tông 茅山宗
6. Nam Bắc Tông 南北宗
7. Nam Tông 南宗

### 1 giáo phái tên gọi có chữ Giáo
1. Huyền Giáo 玄教

## Đặc điểm của các giáo phái
Cho dù các giáo phái đã phát khởi thế nào, tên gọi dị biệt ra sao, nhưng tất cả đều giống nhau ở tín ngưỡng cơ bản và mục đích tu luyện. Tín ngưỡng cơ bản của họ là Đạo (theo quan niệm của Lão Tử) và mục đích tu luyện là trường sinh bất tử, đắc đạo thành tiên. Từ quan niệm nền tảng là Đạo, các giáo phái đã kế thừa và phát triển để biến nó thành một thứ thế giới quan triết học (hay phương pháp luận) của bản môn, mà từ đó họ thiết kế một phương pháp tu luyện phù hợp. Đó là tính chất chung (cộng tính 共性) của các giáo phái; nhưng ngoài ra, mỗi giáo phái cũng có tính chất riêng (cá tính 個性) của mình.
Cái cá tính đó phát xuất từ cách lý giải tín ngưỡng cơ bản và mục tiêu tu luyện, cũng như các phương pháp thực hành. Ngay giai đoạn phát triển ban đầu của Đạo giáo, các giáo phái đều có chung mục tiêu là trường sinh và thành tiên, nhưng cách thực hành thì khác nhau: hoặc họ thực hành trai tiêu (tức là thể thức cúng tế), hành khí, đạo dẫn, tồn thần, thủ nhất, v.v... (gọi chung là luyện hình 煉形); hoặc họ tìm cách chế biến đan dược (bằng các thứ chu sa, diên, hống, các dược thảo, v.v...) làm thuốc trường sinh và ăn vào để thành tiên (gọi chung là ngoại đan 外丹); hoặc họ vận nội công hấp khí đại tiểu chu thiên, v.v... (gọi chung là nội đan 內丹; nội ngoại đan gọi chung là đan đỉnh 丹鼎); hoặc họ dùng phù lục, bùa chú, cầu đảo, pháp thuật, v.v... (gọi chung là phù lục 符籙). Dần dần các thứ ngoại đan phù lục bị xem là tà đạo, chỉ còn chủ trương nội đan luyện dưỡng là được duy trì mà thôi. Cho dù phương pháp dị biệt, nhưng quan niệm thành tiên của các giáo phái trong giai đoạn ban đầu của Đạo giáo là «nhục thể và tinh thần cùng tồn tại» (nhục thể dữ tinh thần cộng tồn 肉體與精神共存), hiểu rằng bất tử tức là nhục thể bất tử. Do đó phép tu luyện là nhắm vào luyện thần và luyện hình, để thần (tinh thần) và hình (nhục thể) đều huyền diệu (hình thần câu diệu 形神俱妙), nhờ đó thân thể bay được lên trời (nhục thể phi thăng 肉體飛升), giống như truyền thuyết "Hoàng Đế bạch nhật thăng thiên" (Hoàng Đế bay lên trời giữa ban ngày). Không những nhục thể, mà điền sản nhà cửa cũng có thể bay theo lên trời. Đến khi Toàn Chân Đạo phát khởi (vào đầu đời Kim), quan niệm nhục thể bất tử bị xem là quan niệm ngu xuẩn, không thấu đạt đạo lý. Trái lại, bất tử phải hiểu là chân tính 真性 hay dương thần 陽神 bất tử, thoát xác để quay về với Đại Đạo; còn cái thân huyết nhục giống như cái áo, phải cởi bỏ tại thế gian.
Về mặt tín ngưỡng cơ bản, các giáo phái như Ngũ Đấu Mễ Đạo, Thái Bình Đạo, Bạch Gia Đạo, Lý Gia Đạo, v.v... cũng có sự dị biệt. Các giáo phái này sáng lập vào giai đoạn ban đầu của Đạo giáo; giáo nghĩa (ý nghĩa của giáo phái) và giáo quy (nội quy của giáo phái) không hoàn bị, mang tính chất mù quáng. Các giáo phái này phát sinh từ quần chúng như một phong trào phản kháng giai cấp thống trị, tức là một hình thức nông dân khởi nghĩa, chẳng hạn như Trương Giác 張角 lợi dụng Thái Bình Đạo để dấy động cuộc đại khởi nghĩa gọi là Hoàng Cân khởi nghĩa 黃巾起義 mà sách sử hay gọi là loạn giặc Khăn Vàng. Giữa đời Hán, Trương Tu 張修 thống lĩnh một cánh quân của Ngũ Đấu Mễ Đạo để hưởng ứng Hoàng Cân. Cuối đời Hán của thời Tam Quốc, Bạch Gia Đạo và Lý Gia Đạo cũng khởi nghĩa. Đến đầu đời Tấn, đệ tử của Lý Thoát 李脫 là Lý Hoằng 李弘 (tự xưng là hoá thân của Lão Quân) khởi nghĩa ở núi Hoắc Sơn 霍山 thuộc tỉnh An Huy. Ngũ Đấu Mễ Đạo thời Tam Quốc bị Trương Lỗ 張魯 lợi dụng, thiết lập tại Hán Trung 漢中 một chính quyền kết hợp giữa chính trị và tôn giáo kéo dài gần 30 năm. Sau khi chính quyền Trương Lỗ bị diệt, Ngũ Đấu Mễ Đạo do Trần Thụy 陳瑞 lãnh đạo tại Thục 蜀. Rồi Lý Đặc 李特 và Lý Hùng 李雄 lãnh đạo các lưu dân khởi nghĩa. Với sự trợ giúp của một đầu lĩnh của Ngũ Đấu Mễ Đạo là Phạm Trường Sinh 范長生, họ chiếm được Thành Đô, xây dựng một thứ chính quyền nhà Hán, kéo dài hơn 40 năm. Sau khi Ngũ Đấu Mễ Đạo truyền vào Giang Nam, vào cuối đời Đông Tấn, lại bạo phát cuộc khởi nghĩa của Tôn Ân 孫恩 và Lư Tuần 盧循, làm cho nhà Đông Tấn mau chóng bị diệt vong. Cuối đời Hán về sau vẫn không ngừng xảy ra các vụ khởi nghĩa của các giáo phái. Nói chung, trong giai đoạn ban đầu của Đạo giáo, các giáo phái đa số mang tính chất chống triều đình. Đến đời Nam Bắc Triều, các đạo sĩ như Khấu Khiêm Chi 寇謙之, Lục Tu Tĩnh 陸修靜, v.v... đều xuất thân từ giới sĩ tộc. Họ dùng luân lý Nho gia để cải cách tính chất chống lại triều đình này; và giáo lý tăng cường nội dung trung hiếu để các đạo giáo thích ứng bản chất của chế độ phong kiến. Có lẽ đây là một trong các lý do mà các Thiện Thư (sách khuyến thiện) một mực đề cao luân lý tam giáo, nhất là luân lý trung hiếu của Nho giáo.
Các giáo phái một mặt ảnh hưởng qua lại với nhau, một mặt hấp thu tinh túy của Nho và Phật giáo. Kể từ đời Đường và đời Tống, tư tưởng Tam giáo hợp nhất là một trào lưu rất thịnh hành. Như Tịnh Minh Đạo chịu ảnh hưởng sâu đậm Nho giáo; còn Toàn Chân Đạo thì ngay từ lúc lập giáo, lý luận tu luyện đã mang màu sắc Thiền Tông.
Về mặt cơ cấu tổ chức, các giáo phái có cơ cấu hoàn bị và tự trị; nhưng càng về sau thì chịu sự giám sát, quản lý của triều đình. Thuở đầu khi Trương Lăng 張陵 sáng lập, Ngũ Đấu Mễ Đạo có 24 đơn vị giáo khu gọi là 24 Trị 治. Sau đó, khi Trương Lỗ cát cứ và thống trị Hán Trung 漢中, cái chế độ chính trị và tôn giáo hợp nhất này ấn định chức Tế tửu 祭酒 như là một đầu lĩnh chính trị kiêm tôn giáo của mỗi Trị. Chế độ Tế tửu này suy tàn khi chính quyền Hán Trung bị tiêu diệt. Cuối đời Đông Tấn, các phái Thượng Thanh và Linh Bảo thiết lập chế độ Đạo Quán (viết là 道館 hoặc 道觀) làm nơi quy tụ tín đồ và thực hành lễ nghi cũng như tu tập. Tại mỗi quán, dần dần hình thành chế độ quản lý và giới luật. Từ đời Tùy, đời Đường, các quán 館 (觀) nhỏ vẫn gọi là quán, còn các quán lớn thì gọi là cung 宮. Từ Nam Bắc Triều, triều đình ấn định chế độ kiểm soát các giáo phái. Đời Nguyên, chế độ kiểm soát càng nghiêm mật. Triều đình lập Tập Hiền Viện 集賢院 để quản lý các giáo phái. Các giáo phái đều tuân theo khu vực hành chánh của nhà Nguyên: ở mỗi Lộ 路 triều đình lập một Đạo Lục Ty 道錄司, đứng đầu là Đạo Lục 道錄 hay Đạo Phán 道判. Ở mỗi Châu 州 thì có Đạo Chính Ty 道正司, đứng đầu là Đạo Chính 道正 hay Đạo Phán 道判. Ở mỗi Huyện 縣 thì có Uy Nghi Ty 威儀司, đứng đầu là Uy Nghi 威儀. Người cai quản một cung hay quán gọi là Trụ trì 住持, hay Đề Cử 提舉, hay Đề Điểm 提點. Qua đời Minh, tại Kinh Sư có Đạo Lục Ty 道錄司 tổng quản lý Đạo giáo. Ở mỗi Phủ có Đạo Kỷ Ty 道紀司, mỗi Châu có Đạo Chính Ty 道正司, mỗi Huyện có Đạo Hội Ty 道會司.

## Sơ lược ba giáo phái thời kì đầu

### Ngũ Đấu Mễ Đạo
Ngũ Đấu Mễ Đạo (五斗米道), cũng gọi Thiên Sư Đạo, là một giáo phái ra đời trong giai đoạn đầu của Đạo giáo, tức cuối đời Đông Hán (25–220), do Trương Lăng (34–156) sáng lập. Từ đời Đông Tấn trở đi Ngũ Đấu Mễ Đạo được gọi là Thiên Sư Đạo, từ đời nhà Nguyên trở đi gọi là Chính Nhất Đạo. Mãi đến đời Trương Thịnh là con trai thứ tư của Trương Lỗ về cư ngụ ở núi Long Hổ Sơn và lấy tên của ngọn núi này làm tên đạo phái nên Thiên Sư Đạo lại được đổi thành Long Hổ Tông cho đến nay.
Ban đầu Ngũ Đấu Mễ Đạo gồm các tín đồ dân dã, nhưng khi giáo phái phát triển, thu hút rất nhiều hào tộc, thế gia, thậm chí quan lại, thí dụ họ Vương và họ Tôn ở Lang Nha, họ Tạ và họ Ân ở quận Trần, họ Khổng ở Cối Kê, họ Chu ở Nghĩa Hưng, họ Hứa họ Đào và họ Cát ở Đan Dương, v.v... Trong khoảng đời Tấn, các sử gia gọi Ngũ Đấu Mễ Đạo là Thiên Sư Đạo. Tuy nhiên có sử gia cho rằng Ngũ Đấu Mễ Đạo là tên gọi dân dã, còn chính nội bộ tín đồ thì tự xưng giáo phái mình là Thiên Sư Đạo hoặc Chính Nhất Đạo.
Từ khi thành lập cho đến nay, Ngũ Đấu Mễ Đạo đã được truyền qua 64 thế hệ các chưởng giáo. Từ khi Trương Lăng lập giáo, giáo phái này đã quy tụ nông dân, phất cờ khởi nghĩa, xung đột với triều đình phong kiến. Sau này, Khấu Khiêm Chi đã tiến hành cải cách Bắc Thiên Sư Đạo, giải trừ sự mâu thuẫn xung đột giữa Đạo giáo với triều đình phong kiến vì nhờ bổ sung luân lý Nho giáo vào giới luật. Lục Tu Tĩnh cũng đã cải cách đáng kể Nam Thiên Sư Đạo.

### Thái Bình Đạo
Thái Bình Đạo (太平道) cũng là giáo phái thành lập trong giai đoạn đầu của Đạo giáo, xuất hiện từ đời Đông Hán, triều vua Thuận Đế (tại vị 126-144) về sau, như là kết quả tự nhiên của học thuyết Hoàng Lão và thần tiên phương thuật thịnh hành bấy giờ.
Thái Bình Đạo là một trong hai tông phái Đạo giáo chủ yếu đời Đông Hán và có phát khởi từ dân gian, thịnh hành ở phương Đông. Tông phái kia là Ngũ Đấu Mễ Đạo thịnh hành ở phương Tây Nam. Vào cuối đời Đông Hán, bọn ngoại thích và hoạn quan lũng đoạn triều chính, cường hào và địa chủ nắm giữ đất đai, lại thêm bệnh dịch lưu hành, nên nông dân điêu linh thống khổ đến nỗi đã nổi loạn. Nhân dịp này, Trương Giác đã lợi dụng Thái Bình Kinh để lập giáo, tên gọi là Thái Bình Đạo, qua đó quy tụ nông dân để khởi nghĩa gọi là «Hoàng Cân nông dân khởi nghĩa».
Thái Bình Đạo bắt đầu được truyền bá rộng vào năm Kiến Ninh 建寧 (168-172) đời Hán Linh Đế 漢靈帝, và 10 năm sau đó, tín đồ đã tăng lên đến 10 vạn, trải khắp 8 châu. Khoảng năm Quang Hòa 光和 (179-181), Trương Giác tổ chức tín đồ theo biên chế quân đội. Năm Giáp Tý (năm 184), Trương Giác và đệ tử khởi nghĩa chống triều đình, nhưng thất bại. Trương Giác mất sau đó.
Đến năm 188, Thái Bình Đạo đã tan rã. Nhưng nó vẫn còn ảnh hưởng mạnh mẽ các giáo phái về sau. Những quan niệm về thuật số, gậy 9 khúc (cửu tiết trượng 九節杖) mà Trương Giác từng dùng, áo vàng mũ vàng của đạo sĩ, cách dùng phù thủy và bùa chú trị bệnh, v.v... của Thái Bình Đạo đều được các giáo phái về sau kế thừa. Minh Giáo 明教 đời Đường và đời Tống đã tôn Trương Giác làm giáo chủ. Bạch Liên Giáo 白蓮教 đời Thanh khi khởi nghĩa tại Tứ Xuyên và Thiểm Tây đã dùng lại biện pháp tuyên truyền của Trương Giác.

### Bạch Gia Đạo
Bạch Gia Đạo (帛家道) là một giáo phái xuất hiện vào thời kỳ ban đầu của Đạo giáo, hoạt động vào đời Ngụy - Tấn (220-420) ở phương bắc và phương nam Trung Quốc (vùng Giang Tô và Chiết Giang). Nguồn gốc của giáo phái này đến nay vẫn chưa rõ. Tương truyền tổ sư của giáo phái này là Bạch Hòa 帛和, và tên giáo phái đặt theo họ của tổ sư.
Bạch Gia Đạo, Thái Bình Đạo (Thiên Sư Đạo), Thượng Thanh Phái có liên quan với nhau về mặt kinh điển. Theo truyền thuyết, Thái Thượng Lão Quân truyền Thái Bình Kinh cho Vu Cát, rồi Vu Cát truyền lại cho Bạch Hòa. Cũng theo truyền thuyết, Kim Khuyết Hậu Thánh Đế Quân 金闕後聖帝君 truyền Tố Thư 素書 (tức Thái Bình Kinh Phục Văn 太平經復文) cho Thanh Đồng Quân 青童君, Thanh Đồng Quân truyền lại cho Vương Phương Bình 王方平 (ở Tây Thành 西城), Vương Phương Bình truyền lại cho Bạch Hòa.
Bạch Gia Đạo thoạt đầu là tín ngưỡng bình dân, cũng gọi là «tục thần đảo» 俗神禱 vì thờ các tục thần và dâng cúng các thứ huyết thực. Đến đời Đông Tấn (317-420), Bạch Gia Đạo phát triển ở Giang Tô và Chiết Giang, không ít tín đồ thuộc giai cấp sĩ tộc thế gia. Từ đời Đông Tấn trở đi, sử sách không ghi chép về Bạch Gia Đạo, nhưng do mối quan hệ giữa giáo phái này với Thượng Thanh Phái và Thiên Sư Đạo, có lẽ Bạch Gia Đạo đã sáp nhập vào hai giáo phái đó.